# Tom Matte
Pour les articles homonymes, voir Matte.
(en) Statistiques sur pro-football-reference
Thomas Matte (né le 14 juin 1939 à Pittsburgh et mort le 2 novembre 2021 à Towson) est un joueur américain de football américain. Il fait toute sa carrière chez les Colts de Baltimore et remporte le Super Bowl V.

## Carrière

### Université
Matte fait d'abord ses études à la Shaw High School de Cleveland avant d'entrer à l'université d'État de l'Ohio. Il commence à jouer en 1958 avec les Buckeyes mais est réellement plongé dans le grand bain en 1959 par Woody Hayes. Matte remplace d'abord le quarterback Jerry Fields au début de la saison 1959 puis va cumuler les postes de quarterback et de running back dans l'équipe même s'il se met surtout en avant par ses qualités de coureur.

### Professionnel
Tom Matte est sélectionné au premier tour de la draft 1961 de la NFL par les Colts de Baltimore au septième choix. Dans le même temps, il est choisi au cinquième tour de la draft de l'AFL par les Titans de New York mais il préfère se rendre en NFL pour s'engager avec Baltimore. Le joueur est drafté comme quarterback, un choix qu'il ne comprend pas, vu que les Colts dispose de Johnny Unitas. Dans la rotation, il est en troisième position derrière Unitas et Gary Cuozzo. L'ancien d'Ohio State est projeté titulaire en 1965 face au Rams de Los Angeles, lorsqu'Unitas et Cuozzo déclarent forfait sur blessure, et même s'il ne lance pas beaucoup de ballons, son équipe s'impose 20-17.
Au total, Matte jouera trois matchs comme quarterback titulaire et sera le running back titulaire de 1967 à 1971 chez les Colts. Après une défaite au Super Bowl III où il parcourt 116 yards à la course, il décroche le Super Bowl V malgré une blessure l'handicapant pendant une grande partie de la saison.

### Décès
Matte meurt le 2 novembre 2021 à Towson au Maryland.